# گیله‌زی، سیاه‌زن
گیله‌زی (به ترکی آذربایجانی: Giləzi) یک منطقه مسکونی در جمهوری آذربایجان است که در شهرستان سیاه‌زن واقع شده است.